# Thomas Løvold
Thomas Løvold (Oslo, 27 gennaio 1982) è un giocatore di curling norvegese.

## Biografia
Partecipò ai XXI Giochi olimpici invernali edizione disputata a Vancouver nella Columbia Britannica, (Canada) nel febbraio del 2010, riuscendo ad ottenere la medaglia d'argento nella squadra norvegese con i connazionali Torger Nergård, Christoffer Svae, Håvard Vad Petersson e Thomas Ulsrud.
Nell'edizione la nazionale canadese ottenne la medaglia d'oro, la svizzera quella di bronzo. Vinse una medaglia d'argento ai campionati mondiali di curling nel 2010 e una di bronzo nel 2009.